# .sl
.sl ist die länderspezifische Top-Level-Domain (ccTLD) der Republik Sierra Leone. Sie wurde am 9. Mai 1997 eingeführt und wird vom Telekommunikationsunternehmen Sierra Tel beziehungsweise dem National Telecommunication Committee verwaltet.

## Eigenschaften
Domains können seit dem Jahr 2008 registriert werden, als die Organisation AFcom mit Sitz in Freetown den operativen Betrieb offiziell aufgenommen hat. Insgesamt darf eine .sl-Domain zwischen vier und 63 Stellen lang sein und nur alphanumerische Zeichen beinhalten. Ein Wohnsitz oder eine Niederlassung in Sierra Leone sind nicht notwendig, um eine .sl-Domain anzumelden.
Neben .sl gibt es folgende Second-Level-Domains:
- .com.sl – nur für kommerzielle Unternehmungen im In- und Ausland
- .net.sl – kommerzielle Unternehmungen im In- und Ausland mit Bezug zu Information und Kommunikation
- .org.sl – Vereine und nicht-kommerzielle Einrichtungen und Organisationen im Inland
- .edu.sl – Ausbildungseinrichtungen im Inland
- .gov.sl – staatliche Einrichtungen im Inland (nur mit Genehmigung des Informationsministeriums)